# Beeban Kidron

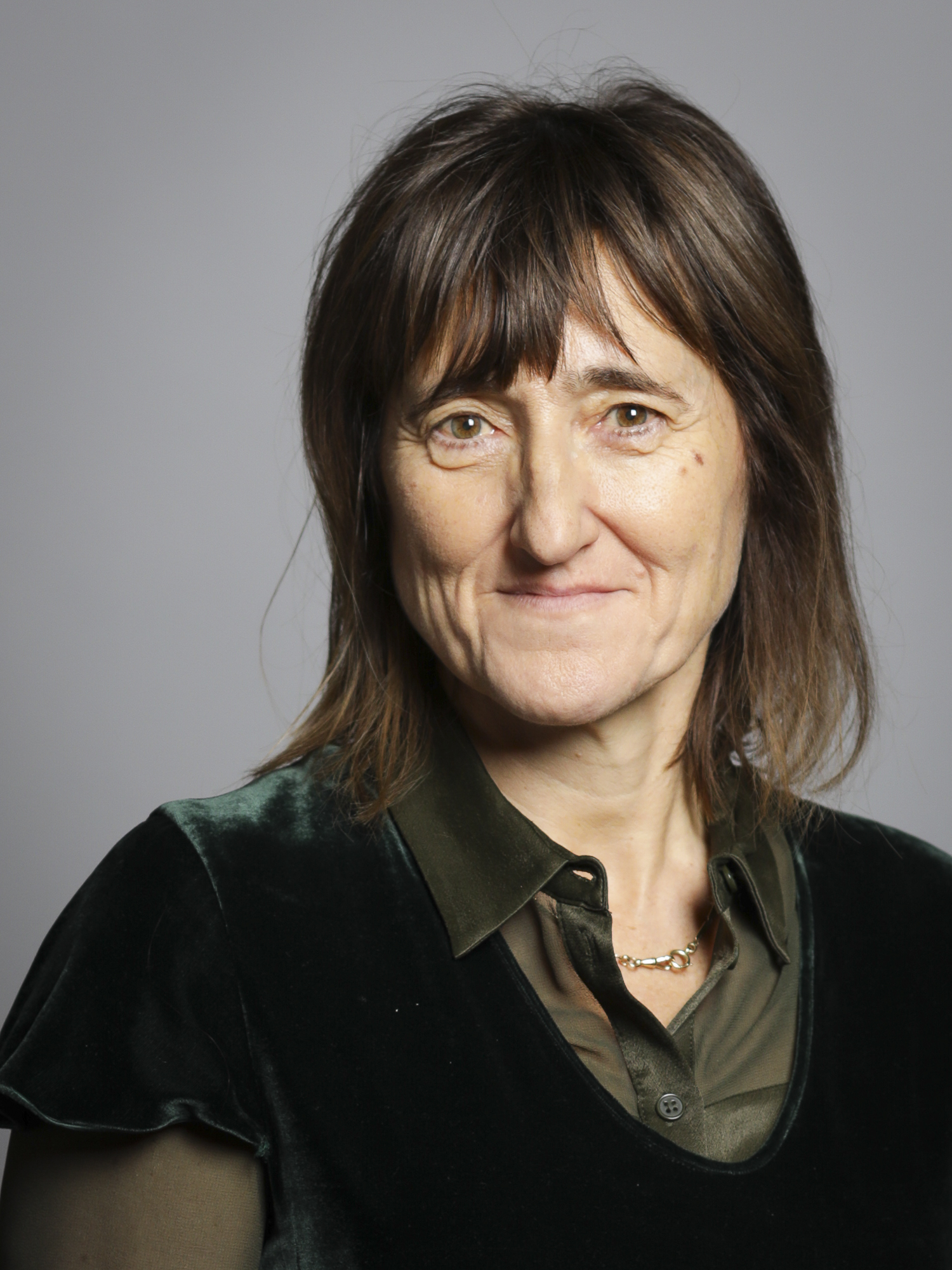
Beeban Kidron nel 2019

Beeban Tania Kidron (Londra, 2 maggio 1961) è una regista britannica, che lavora sia in campo cinematografico sia televisivo.

## Biografia
Di famiglia ebraica, da piccola ha coltivato la passione per la fotografia, tanto che a soli tredici anni è stata scoperta da Eve Arnold della Magnum. 
Ha debuttato alla regia cinematografica nel 1988 con il film Vroom, successivamente ha diretto fortunate pellicole come Antonia e Jane e La vedova americana. Nel 1995 si è posta all'attenzione internazionale con la commedia A Wong Foo, grazie di tutto! Julie Newmar. Due anni dopo ha diretto e prodotto Lo straniero che venne dal mare.
Nel 2004 è stata la volta di Che pasticcio, Bridget Jones!.
Assieme alla pedagogista Lindsay Mackie è cofondatrice del FILMCLUB, un'organizzazione che si prodiga nel divulgare film nelle scuole, allo scopo di avvicinare i giovani a pellicole che normalmente avrebbero difficoltà a vedere.